# Natalus stramineus
Natalus stramineus (en: Mexican funnel-eared bat) är en fladdermusart som beskrevs av Gray 1838. Natalus stramineus ingår i släktet Natalus och familjen trattöronfladdermöss. IUCN kategoriserar arten globalt som livskraftig. Inga underarter finns listade i Catalogue of Life. Wilson & Reeder (2005) skiljer mellan 6 underarter.

## Utseende
Arten blir 38 till 46 mm lång (huvud och bål), har en 47 till 52 mm lång svans och väger 3 till 5 g. Den har 36 till 39 mm långa underarmar, 8 till 9 mm långa bakfötter och 14 till 16 mm långa öron. På ovansidan förekommer ljusbrun päls med orange eller gul skugga och undersidan är täckt av gul päls. Natalus stramineus har liksom andra familjemedlemmar trattformiga öron. De är krämfärgade med svarta kanter. Ovanför överläppen förekommer ett skägg av långa hår. Natalus stramineus är den enda arten i familjen där svansen är längre än huvud och bål tillsammans. Svansen är helt inbäddad i den del av flygmembranen som ligger mellan bakbenen. Extremiteterna och svansen är rosa med tydlig färgavvikelse från den ljusbruna flygmembranen. Tandformeln är I 2/3 C 1/1 P 3/3 M 3/3, alltså 38 tänder.

## Utbredning och habitat
Denna fladdermus förekommer på Barbados och på andra öar som tillhör Små Antillerna. Individerna vilar i mörka fuktiga grottor. De vistas i låglandet och i bergens lägre delar men inte nära bergstoppar. Arten håller sig nära skogar och buskskogar.

## Ekologi
Arten är främst aktiv under två timmar efter solnedgången. Vid sovplatsen bildas kolonier med cirka 300 medlemmar. Fladdermusen jagar olika insekter med hjälp av ekolokaliseringen. Hos populationer i tropikerna sker parningen oftast under den torra perioden så att ungarna föds under regntiden. Honan är 8 till 10 månader dräktig och föder vanligen en unge. Före ungarnas födelse bildar honor egna kolonier som är skilda från hannarna.
Naturliga fiender och livslängden antas vara lika som för andra trattöronfladdermöss.

## Bildgalleri

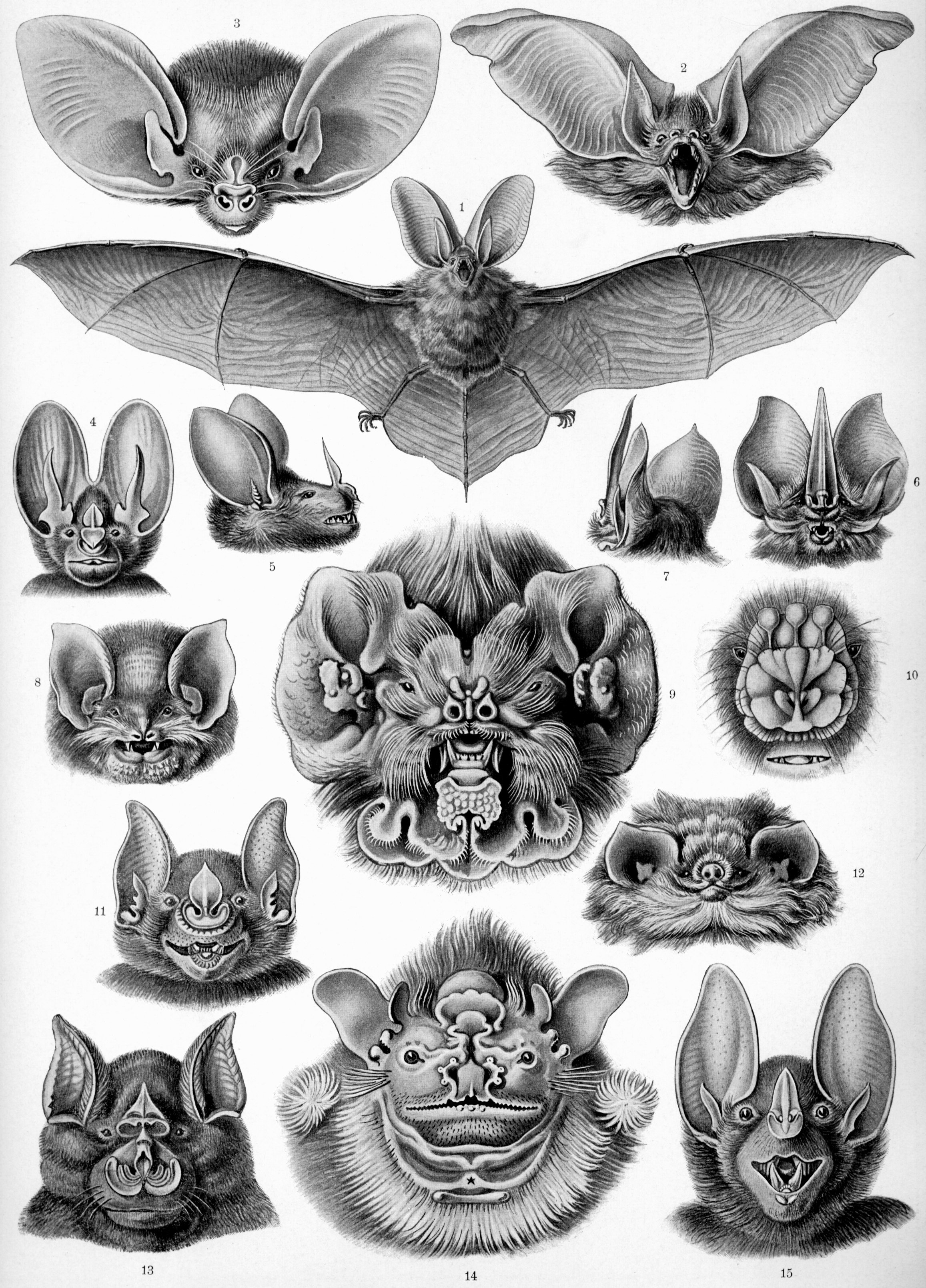
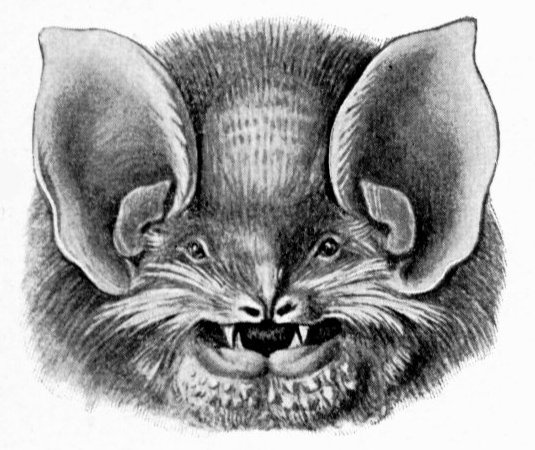
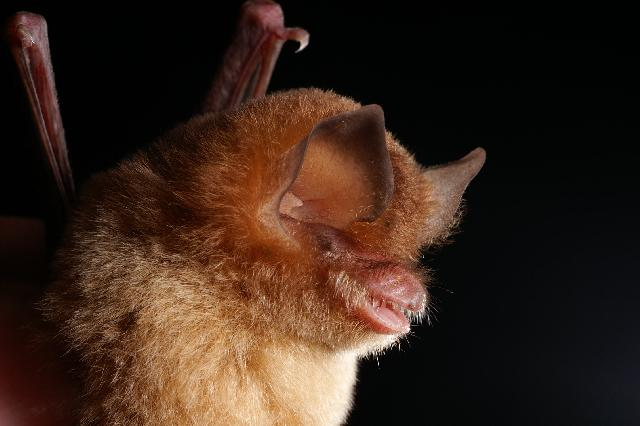